# 田中誠 (サッカー選手)
田中 誠（たなか まこと、1975年8月8日 - ）は、静岡県清水市（現静岡市清水区）出身の元プロサッカー選手。現役時代のポジションはディフェンダー。元日本代表。

## 来歴

### 現役時代
サッカーを始めたのは小学校1年生のとき。選抜チームである清水FCではFWとして活躍し、小学校6年時の全国少年大会で優勝したときには得点王になっている。中学校でディフェンダーにコンバートされ、当初はサイドバック、清水市立商業高校で現役時代の主要ポジションとなるセンターバックにコンバートされた。高校3年時は川口能活、鈴木悟、小川雅己等と全国高等学校サッカー選手権大会に出場し、全国優勝を果たしている。
高校卒業後に当時Jリーグ加盟1年目のジュビロ磐田に入団。ルーキーイヤーから出場機会を得て、アトランタオリンピックでは3バックを統率する活躍 にもかかわらず、当時は対人能力の低さや経験の少なさから94年〜96年までのハンス・オフト監督時代はレギュラーに定着できなかった。
1997年も1stステージはベンチスタートがほとんどだったが、シーズン途中に監督がルイス・フェリペ・スコラーリから桑原隆代行に代わると、2ndステージからは徐々にスタメンとして出場する機会が増えていく。また、
同年は守備的MFとしスタメン出場することもあった。同年加入したアジウソンとのトレーニングによってディフェンス技術が全体的に格段に向上し、またフィジカルアップにも成功。アジウソン、鈴木秀人とのコンビでスタメンに定着し、磐田のディフェンスリーダーとなる。
1998年は同年の1stステージ優勝に貢献し、同年自身初のベストイレブンにも選出された。1999年のアジアクラブ選手権優勝、2002年の磐田の1st,2ndステージ優勝など磐田の数々のタイトル獲得に大きく貢献し、2002年には2度目のベストイレブンに選出された。
日本代表にはなかなか縁がなかった（トルシエ政権下では、田中が必ずしも得意でないフィード力がDFに求められていたことが原因、と田中はインタビューで示唆している）が、ジーコ指揮下では右のストッパーとして次第に出場機会を得る（磐田での主要ポジションであったリベロの位置には宮本恒靖がいたため）。
2006 FIFAワールドカップアジア地区1次予選の対オマーン戦（アウェー）では、GK川口とDF宮本が相手FWと空中で競り合ってゴールががら空きになり、絶体絶命のピンチになったが田中が自陣ゴールに戻り相手のシュートを間一髪のところで体で止め、この試合の日本の勝利そしてアジア1次予選突破に大きく貢献した。2006年ドイツW杯の代表メンバーにも選出されたが、ドイツでの直前合宿中に左ハムストリング肉離れのためチームを離脱し帰国。本大会への出場は叶わなかった。なお、田中の代役には茂庭照幸が追加招集された。
2008年シーズンも26試合に出場したが、シーズン終了後、若返りを図るチーム事情から戦力外通告を受け、またスタッフ就任へのオファーを受けたが、本人は現役続行を望み自身初挑戦となるJ2リーグのアビスパ福岡へ移籍。当初はJ2のシンプルなプレーに戸惑うもすぐに修正し、2010年のJ1昇格に貢献した。
2011年10月26日現役引退を発表した。

### 指導者時代
現役引退後は解説者及び、「サッカースクール SKY」のコーチに就任 。2015年シーズンよりジュビロ磐田U-18の監督に就任。2017年シーズンよりジュビロ磐田のトップチームのコーチに就任。
2024年シーズンより、栃木SCの監督に就任。5月14日付けで双方合意の上で契約解除された。
2025年シーズンより、鹿島アントラーズのコーチに就任。

## エピソード
- 夫人の田中玉枝（旧姓・松本）[7] はモデル[8]。一時、磐田でチームメートだった武田修宏の紹介で知り合った。
- 宝島社の『MonoMax』2008年9月号に「俺のガンダム魂」と言うインタビューで登場するなど、熱狂的ガンダムマニアとして知られている。前述の地元応援番組で本人がコメントしているところによれば、息子と共におもちゃ屋へ足繁く通い[9]、クラブハウスのロッカーの中はガンダム関連の食玩で一杯で、チームメイト達に呆れられているほか、夫人が田中のガンダム趣味に理解を示しておらず、家にはもう置くところがなく、新しい趣味を探さなければいけないかもとぼやくほどである。

## 所属クラブ
- - 1987年 清水FC
- 1988年 - 1990年 静岡市立清水第二中学校
- 1991年 - 1993年 静岡市立清水商業高等学校
- 1994年 - 2008年 ジュビロ磐田
- 2009年 - 2011年 アビスパ福岡

## 個人成績
| 国内大会個人成績 | 国内大会個人成績 | 国内大会個人成績 | 国内大会個人成績 | 国内大会個人成績 | 国内大会個人成績 | 国内大会個人成績 | 国内大会個人成績 | 国内大会個人成績 | 国内大会個人成績 | 国内大会個人成績 | 国内大会個人成績 |
| 年度             | クラブ           | 背番号           | リーグ           | リーグ戦         | リーグ戦         | リーグ杯         | リーグ杯         | オープン杯       | オープン杯       | 期間通算         | 期間通算         |
| 年度             | クラブ           | 背番号           | リーグ           | 出場             | 得点             | 出場             | 得点             | 出場             | 得点             | 出場             | 得点             |
| 日本             | 日本             | 日本             | 日本             | リーグ戦         | リーグ戦         | リーグ杯         | リーグ杯         | 天皇杯           | 天皇杯           | 期間通算         | 期間通算         |
| ---------------- | ---------------- | ---------------- | ---------------- | ---------------- | ---------------- | ---------------- | ---------------- | ---------------- | ---------------- | ---------------- | ---------------- |
| 1994             | 磐田             | -                | J                | 6                | 0                | 0                | 0                | 1                | 0                | 7                | 0                |
| 1995             | 磐田             | -                | J                | 21               | 0                | -                | -                | 2                | 0                | 23               | 0                |
| 1996             | 磐田             | -                | J                | 18               | 0                | 7                | 0                | 1                | 0                | 26               | 0                |
| 1997             | 磐田             | 5                | J                | 23               | 0                | 9                | 0                | 4                | 0                | 36               | 0                |
| 1998             | 磐田             | 5                | J                | 32               | 2                | 5                | 0                | 3                | 0                | 40               | 2                |
| 1999             | 磐田             | 5                | J1               | 16               | 0                | 0                | 0                | 0                | 0                | 16               | 0                |
| 2000             | 磐田             | 5                | J1               | 26               | 1                | 4                | 0                | 3                | 0                | 33               | 1                |
| 2001             | 磐田             | 5                | J1               | 24               | 1                | 6                | 0                | 2                | 0                | 32               | 1                |
| 2002             | 磐田             | 5                | J1               | 25               | 0                | 1                | 0                | 3                | 0                | 29               | 0                |
| 2003             | 磐田             | 5                | J1               | 30               | 1                | 9                | 0                | 5                | 0                | 44               | 1                |
| 2004             | 磐田             | 5                | J1               | 28               | 1                | 1                | 0                | 5                | 0                | 34               | 1                |
| 2005             | 磐田             | 5                | J1               | 30               | 0                | 1                | 0                | 2                | 1                | 33               | 1                |
| 2006             | 磐田             | 5                | J1               | 25               | 2                | 3                | 0                | 1                | 0                | 29               | 2                |
| 2007             | 磐田             | 5                | J1               | 23               | 1                | 3                | 1                | 2                | 0                | 28               | 2                |
| 2008             | 磐田             | 5                | J1               | 26               | 1                | 5                | 0                | 0                | 0                | 31               | 1                |
| 2009             | 福岡             | 4                | J2               | 29               | 0                | -                | -                | 0                | 0                | 29               | 0                |
| 2010             | 福岡             | 5                | J2               | 30               | 2                | -                | -                | 2                | 0                | 32               | 2                |
| 2011             | 福岡             | 5                | J1               | 7                | 0                | 1                | 0                | 1                | 0                | 9                | 0                |
| 通算             | 日本             | 日本             | J1               | 360              | 10               | 55               | 1                | 35               | 1                | 450              | 12               |
| 通算             | 日本             | 日本             | J2               | 59               | 2                | -                | -                | 2                | 0                | 61               | 2                |
| 総通算           | 総通算           | 総通算           | 総通算           | 419              | 12               | 55               | 1                | 37               | 1                | 511              | 14               |

その他の公式戦
- 1997年
  - Jリーグチャンピオンシップ 2試合0得点
- 1998年
  - スーパーカップ 1試合0得点
  - Jリーグチャンピオンシップ 2試合0得点
- 2003年
  - スーパーカップ 1試合0得点
- 2004年
  - スーパーカップ 1試合0得点

| 国際大会個人成績 | 国際大会個人成績 | 国際大会個人成績 | 国際大会個人成績 | 国際大会個人成績 |
| 年度             | クラブ           | 背番号           | 出場             | 得点             |
| AFC              | AFC              | AFC              | ACL              | ACL              |
| ---------------- | ---------------- | ---------------- | ---------------- | ---------------- |
| 2004             | 磐田             | 5                | 4                | 0                |
| 2005             | 磐田             | 5                | 3                | 0                |
| 通算             | AFC              | AFC              | 7                | 0                |

その他の国際公式戦
- 2003年
  - A3チャンピオンズカップ 2試合0得点

出場歴
- 1994年6月8日 - プロデビュー（Jリーグ） - ベルマーレ平塚戦（平塚競技場）
- 1998年7月15日 - プロ初ゴール（Jリーグ） - ガンバ大阪戦（ジュビロ磐田スタジアム）

## 代表歴
- 2004年4月25日 - A代表初出場 （国際親善試合） - ハンガリー代表戦（ザラエゲルツェグ/ハンガリー）

### 出場大会など
- アトランタオリンピック日本代表
- アジアカップ2004日本代表
- FIFAコンフェデレーションズカップ2005日本代表
  - 2006年ドイツW杯代表に選出されるが、左ハムストリング肉離れのためドイツでの合宿中に離脱、帰国。

### 試合数
| 日本代表 | 国際Aマッチ | 国際Aマッチ |
| 年       | 出場        | 得点        |
| -------- | ----------- | ----------- |
| 2002     | 0           | 0           |
| 2004     | 14          | 0           |
| 2005     | 16          | 0           |
| 2006     | 2           | 0           |
| 通算     | 32          | 0           |

### 出場
| No. | 開催日         | 開催都市           | スタジアム                         | 対戦相手               | 結果        | 監督   | 大会                       |
| --- | -------------- | ------------------ | ---------------------------------- | ---------------------- | ----------- | ------ | -------------------------- |
| 1.  | 2004年04月25日 | ザラエジェルツェグ |                                    | ハンガリー             | ●2-3        | ジーコ | 国際親善試合               |
| 2.  | 2004年04月28日 | プラハ             |                                    | チェコ                 | ○1-0        | ジーコ | 国際親善試合               |
| 3.  | 2004年07月09日 | 広島県             | 広島広域公園陸上競技場             | スロバキア             | ○3-1        | ジーコ | キリンカップ               |
| 4.  | 2004年07月13日 | 神奈川県           | 横浜国際総合競技場                 | セルビア・モンテネグロ | ○1-0        | ジーコ | キリンカップ               |
| 5.  | 2004年07月20日 | 重慶               |                                    | オマーン               | ○1-0        | ジーコ | アジアカップ               |
| 6.  | 2004年07月24日 | 重慶               |                                    | タイ                   | ○4-1        | ジーコ | アジアカップ               |
| 7.  | 2004年07月28日 | 重慶               |                                    | イラン                 | △0-0        | ジーコ | アジアカップ               |
| 8.  | 2004年07月31日 | 重慶               |                                    | ヨルダン               | △1-1(PK4-3) | ジーコ | アジアカップ               |
| 9.  | 2004年08月03日 | 済南               |                                    | バーレーン             | ○4-3(延長)  | ジーコ | アジアカップ               |
| 10. | 2004年08月07日 | 北京               |                                    | 中華人民共和国         | ○3-1        | ジーコ | アジアカップ               |
| 11. | 2004年08月18日 | 静岡県             | 静岡県小笠山総合運動公園スタジアム | アルゼンチン           | ●1-2        | ジーコ | キリンチャレンジカップ     |
| 12. | 2004年09月08日 | コルカタ           |                                    | インド                 | ○4-0        | ジーコ | ワールドカップ予選         |
| 13. | 2004年10月13日 | マスカット         |                                    | オマーン               | ○1-0        | ジーコ | ワールドカップ予選         |
| 14. | 2004年12月16日 | 神奈川県           | 横浜国際総合競技場                 | ドイツ                 | ●0-3        | ジーコ | キリンチャレンジカップ     |
| 15. | 2005年01月29日 | 神奈川県           | 横浜国際総合競技場                 | カザフスタン           | ○4-0        | ジーコ | キリンチャレンジカップ     |
| 16. | 2005年02月02日 | 埼玉県             | 埼玉スタジアム2002                 | シリア                 | ○3-0        | ジーコ | キリンチャレンジカップ     |
| 17. | 2005年02月09日 | 埼玉県             | 埼玉スタジアム2002                 | 北朝鮮                 | ○2-1        | ジーコ | ワールドカップ予選         |
| 18. | 2005年03月30日 | 埼玉県             | 埼玉スタジアム2002                 | バーレーン             | ○1-0        | ジーコ | ワールドカップ予選         |
| 19. | 2005年05月22日 | 新潟県             | 新潟スタジアム                     | ペルー                 | ●0-1        | ジーコ | キリンカップ               |
| 20. | 2005年05月27日 | 東京都             | 国立霞ヶ丘競技場陸上競技場         | アラブ首長国連邦       | ●0-1        | ジーコ | キリンカップ               |
| 21. | 2005年06月03日 | マナマ             |                                    | バーレーン             | ○1-0        | ジーコ | ワールドカップ予選         |
| 22. | 2005年06月08日 | バンコク           |                                    | 北朝鮮                 | ○2-0        | ジーコ | ワールドカップ予選         |
| 23. | 2005年06月16日 | ハノーバー         |                                    | メキシコ               | ●1-2        | ジーコ | コンフェデレーションカップ |
| 24. | 2005年06月19日 | フランクフルト     |                                    | ギリシャ               | ○1-0        | ジーコ | コンフェデレーションカップ |
| 25. | 2005年06月22日 | ケルン             |                                    | ブラジル               | △2-2        | ジーコ | コンフェデレーションカップ |
| 26. | 2005年07月31日 | 大田               |                                    | 北朝鮮                 | ●0-1        | ジーコ | 東アジア選手権             |
| 27. | 2005年08月17日 | 神奈川県           | 横浜国際総合競技場                 | イラン                 | ○2-1        | ジーコ | ワールドカップ予選         |
| 28. | 2005年09月07日 | 宮城県             | 宮城スタジアム                     | ホンジュラス           | ○5-4        | ジーコ | キリンチャレンジカップ     |
| 29. | 2005年10月08日 | リガ               |                                    | ラトビア               | △2-2        | ジーコ | 国際親善試合               |
| 30. | 2005年11月16日 | 東京都             | 国立霞ヶ丘競技場陸上競技場         | アンゴラ               | ○1-0        | ジーコ | キリンチャレンジカップ     |
| 31. | 2006年02月10日 | サンフランシスコ   |                                    | アメリカ合衆国         | ●2-3        | ジーコ | 国際親善試合               |
| 32. | 2006年05月09日 | 大阪府             | 長居陸上競技場                     | ブルガリア             | ●1-2        | ジーコ | キリンカップ               |

## 指導歴
- 2015年 - 2023年 ジュビロ磐田
  - 2015年 - 2016年 U-18 監督
  - 2017年 - 2019年 トップチーム コーチ
  - 2020年 - 2023年 強化部/トップチームマネジメント部
- 2023年 常葉大学サッカー部 コーチ
- 2024年 - 同年5月 栃木SC 監督
- 2025年 - 鹿島アントラーズ コーチ

## 監督成績
| 年度 | 所属 | クラブ | リーグ戦 | リーグ戦 | リーグ戦 | リーグ戦 | リーグ戦 | リーグ戦 | カップ戦       | カップ戦 |
| 年度 | 所属 | クラブ | 順位     | 勝点     | 試合     | 勝       | 分       | 敗       | ルヴァンカップ | 天皇杯   |
| ---- | ---- | ------ | -------- | -------- | -------- | -------- | -------- | -------- | -------------- | -------- |
| 2024 | J2   | 栃木   | 19位     | 12       | 15       | 3        | 3        | 9        | 1回戦敗退      | -        |

- 2024年は退任時点の成績

## タイトル

### クラブ
ジュビロ磐田
- J1リーグ : 3回 (1997, 1999, 2002)
  - 1stステージ : 4回 (1998, 1999, 2001, 2002)
  - 2ndステージ：2回 (1997, 2002)
- Jリーグカップ：2回 (1998, 2010)
- 天皇杯 JFA 全日本サッカー選手権大会：1回 (2003)
- スーパーカップ：3回 (2000, 2003, 2004)
- アジアクラブ選手権：1回 (1998-99)
- アジアスーパーカップ ：1回 (1999)
- Jリーグカップ/コパ・スダメリカーナ王者決定戦 ：1回 (2011)

### 代表
- AFCアジアカップ：1回（2004年）

### 個人
- Jリーグベストイレブン : 2回(1998年, 2002年)
- Jリーグ功労選手賞 (2012年)